# I. ČLTK Prague Open 2021
L'I. ČLTK Prague Open 2021 è stato un torneo di tennis professionistico maschile e femminile giocato sulla terra rossa. Il torneo maschile faceva parte dell'ATP Challenger Tour del 2021 nella categoria Challenger 80 con un montepremi di 44 820 €. Il torneo femminile era parte dell'ITF Women's World Tennis Tour nella categoria ITF W25 con un montepremi di 25 000 $. Si è giocato all'I. Českého Lawn–Tenisového klubu di Praga in Repubblica Ceca, dal 3 al 9 maggio 2021.
Nel 2021 si sono tenuti in agosto nella capitale ceca altri due tornei Challenger, il TK Sparta Praga Challenger 2021 sui campi del TK Sparta Praha e il Prague Open Challenger 2021 sui campi del TK Spoje Praha.

## Partecipanti al torneo maschile

### Teste di serie
| Nazionalità | Giocatore       | Ranking* | Testa di serie |
| ----------- | --------------- | -------- | -------------- |
| Slovacchia  | Norbert Gombos  | 95       | 1              |
| Giappone    | Yūichi Sugita   | 109      | 2              |
| Slovacchia  | Andrej Martin   | 110      | 3              |
| Austria     | Dennis Novak    | 111      | 4              |
| Stati Uniti | Denis Kudla     | 117      | 5              |
| Polonia     | Kamil Majchrzak | 123      | 6              |
| Germania    | Peter Gojowczyk | 132      | 7              |
| India       | Sumit Nagal     | 137      | 8              |

* Ranking al 26 aprile 2021.

### Altri partecipanti
I seguenti giocatori hanno ricevuto una wild card:
- Jiří Lehečka
- Andrew Paulson
- Michael Vrbenský

I seguenti giocatori sono entrati nel tabellone principale come special exempts:
- Renzo Olivo

I seguenti giocatori sono passati dalle qualificazioni:
- Zdeněk Kolář
- Vít Kopřiva
- Serhij Stachovs'kyj
- Kacper Żuk

## Partecipanti al torneo femminile

### Teste di serie
| Nazionalità | Giocatrice                | Ranking* | Testa di serie |
| ----------- | ------------------------- | -------- | -------------- |
| Slovacchia  | Viktória Kužmová          | 106      | 1              |
| Romania     | Jaqueline Cristian        | 147      | 2              |
| Austria     | Barbara Haas              | 156      | 3              |
| Romania     | Elena-Gabriela Ruse       | 175      | 4              |
| Turchia     | Çağla Büyükakçay          | 177      | 5              |
| Paesi Bassi | Lesley Pattinama Kerkhove | 179      | 6              |
| Slovacchia  | Rebecca Šramková          | 196      | 7              |
| Austria     | Julia Grabher             | 197      | 8              |

* Ranking al 26 aprile 2021.

### Altre partecipanti
Le seguenti giocatrici hanno ricevuto una wildcard per il tabellone principale:
- Nikola Bartůňková
- Ana Konjuh
- Linda Nosková
- Darja Viďmanová

La seguente giocatrice è entrata in tabellone con il ranking protetto:
- Karman Thandi

Le seguenti giocatrici sono passate dalle qualificazioni:
- Anna Bondár
- Amanda Carreras
- Johana Marková
- Jule Niemeier
- Paula Ormaechea
- İpek Öz
- Chantal Škamlová
- Shalimar Talbi

## Punti e montepremi

### Torneo maschile
| Torneo    | Torneo              | V     | F     | SF    | QF    | 2T  | 1T  | Q | Q2  | Q1  |
| Singolare | Punti               | 80    | 48    | 29    | 15    | 7   | 0   | 4 | 2   | 0   |
| Singolare | Premi in denaro (€) | 6 190 | 3 650 | 2 160 | 1 260 | 730 | 450 | – | 225 | 115 |
| Doppio    | Punti               | 80    | 48    | 29    | 15    | –   | 0   | – | –   | –   |
| Doppio    | Premi in denaro €   | 2 670 | 1 550 | 930   | 550   | –   | 310 | – | –   | –   |

## Campioni

### Singolare maschile
In finale  Tallon Griekspoor ha sconfitto  Oscar Otte con il punteggio di 5–7, 6–4, 6–4.

### Doppio maschile
In finale  Marc Polmans /  Serhij Stachovs'kyj hanno sconfitto  Ivan Sabanov /  Matej Sabanov con il punteggio di 6–3, 6–4.

### Singolare femminile
Jule Niemeier ha sconfitto in finale  Dalma Gálfi con il punteggio di 6–4, 6–2.

### Doppio femminile
Anna Bondár /  Kimberley Zimmermann hanno sconfitto in finale  Xenia Knoll /  Elena-Gabriela Ruse con il punteggio di 7–6(5), 6–2.